# Distretto di Omate
Il distretto di Omate è uno degli undici distretti della provincia di General Sánchez Cerro, in Perù. Si trova nella regione di Moquegua e si estende su una superficie di 250,64 chilometri quadrati.
Ha per capitale la città di Omate.